# Encarsia flavoscutellum
Encarsia flavoscutellum är en stekelart som beskrevs av Leo Zehntner 1900. Encarsia flavoscutellum ingår i släktet Encarsia och familjen växtlussteklar. Inga underarter finns listade i Catalogue of Life.